# Зиненко, Виталий Вячеславович
 Виталий Вячеславович Зиненко (20 декабря 1986—30 апреля 2013) — российский военнослужащий, старший лейтенант, пулемётчик, боец Управления «А» Центра специального назначения ФСБ России. Участвовал в силовых операциях по пресечению наркотрафика и в боевых действиях на Северном Кавказе. Погиб при исполнении служебных обязанностей во время захвата особо опасных преступников.

## Биография
Родился в городе Аркалык Кустанайской области, Казахской ССР. Отец Вячеслав Николаевич Зиненко — инженер, мать Елена Валерьевна Зиненко — директор музыкальной школы. После распада СССР в середине 90-х вместе с семьей перебрался в городок Александров, Владимирской области, учился в средней школе № 5. Помимо обучения: тренировался в военно-патриотическом клубе «Сокол» на должности взводного, выступал в детском театре «Встреча», занимался в Детской школе искусств по классу изобразительного искусства, участвовал в археологических и краеведческих экспедициях «Под княжеским стягом». Прошел обучение в Кадетском корпусе «Школа Армии» города Киржач. После получения среднего образования его имя было вписано в окружную Книгу почета (выпуск 2004 года)
Был глубоко верующим. С женой, Викторией Евгеньевной Зиненко, венчался в Сергиевом Посаде.
В 2004 году поступил в Голицынский пограничный институт ФСБ России на специальность «психология служебной деятельности». Неоднократно занимал призовые места на разного рода спортивных соревнованиях (кросс на 5 км, гиревой спорт), был награждён нагрудным знаком «спортивная гордость института».
По окончании института, после строгого отбора был зачислен в Группу «А» Центра специального назначения ФСБ. До своей гибели прослужил три с половиной года в 6-м оперативно-боевом отделе.
Похоронен 3 мая 2013 года в Москве на аллее Славы Николо-Архангельского кладбища (Мемориал спецназа). Прощание с Виталием Зиненко прошло в Ритуальном зале ФСБ на Пехотной улице.

## Память
Именем Виталия Зиненко названа средняя школа № 5 города Александров, Владимирской области, в которой он учился.